# 산다칸 공항
산다칸 공항(Sandakan Airport, IATA: SDK, ICAO: WBKS)은 시내 중심에서 서쪽으로 약 14km(8.7마일) 떨어진 말레이시아 사바주 산다칸에 위치한 국내 공항이다. 여객 및 화물수송의 중요한 관문 역할을 하며 지역 경제와 관광을 지원한다. 2022년 기준 이 공항은 621,513명의 승객을 처리하고 10,876회의 항공편 이동을 기록하여 말레이시아에서 12번째로 분주한 공항이 되었다.

## 역사
이 공항은 원래 제2차 세계대전 당시 일본군에 의해 건설되었으며 나중에 지역의 전후 재건을 돕기 위해 민간용으로 용도가 변경되었다. 1950년대에 상업 운영을 시작했으며 수년에 걸쳐 산다칸 공항은 증가하는 수요를 수용하기 위해 업그레이드되었다. 터미널 확장, 활주로 확장, 최신 항법 시스템 도입 등 인프라가 크게 개선되었다.
최근 몇 년 동안 공항은 2014년에 터미널 확장이 완료되어 터미널 면적이 12,500평방미터로 증가하고 시간당 750명의 승객을 처리할 수 있는 능력을 갖추는 등 주요 개발을 이루어냈다. 2022년에는 활주로 확장 프로젝트가 완료되어 활주로를 2,500미터(8,202피트)로 연장하고 에어버스 A330과 같은 대형 항공기를 처리할 수 있는 공항의 능력을 향상시켰다.